# 蔡英 (1923年)
蔡英（1923年12月11日—），江苏省无锡县梅村人，中国人民解放军将领。

## 生平
1938年1月，蔡英加入中国共产党。1940年，参加江南抗日义勇军。1941年10月，随部队北渡长江，先后任高邮三区游击队副大队长，苏中第一分区特务团连长，参加了苏中反扫荡战役。1945年，任苏浙军区第四纵队第十二支队作战参谋，参加浙西天目山战役。第二次国共内战期间，任华东野战军第一纵队第一师司令部作战参谋，期间参加宿北战役、鲁南战役、莱芜战役、孟良崮战役、豫东战役、淮海战役、渡江战役。后任中国人民解放军第二十军第五十八师侦察科科长。
中华人民共和国成立后，参加朝鲜战争，任中国人民志愿军第二十军第五十八师第一七四团参谋长，参加朝鲜战争第二次战役、第五次战役和黄草岭阻击战、华川阻击战、金城川防御战，荣获朝鲜民主主义共和国三级国旗勋章。回国后，出任坦克自行火炮团团长。1968年，参与组建中国人民解放军第38军坦克六师，担任首任师长。1970年，担任内蒙古军区参谋长、副司令。1981年8月至1988年6月，担任内蒙古军区司令员。1983年3月，补选担任中共内蒙古自治区第一届委员会常委。同月，当选第七届全国人民代表大会代表。1984年12月至1988年9月，连任中共内蒙古自治区第二届委员会常委。